# Kardam
Kardam (bolgarsko Кардам, latinizirano: Kardam) je bil bolgarski kan, ki je v Prvem bolgarskem cesarstvu vladal od leta 777 do 802/803, * 735, † 802/803.

## Vladanje
Bizantinski viri Kardama prvič omenjajo leta 791, ko je cesar Konstantin VI. odšel na pohod proti Bolgariji zaradi bolgarskih vpadov v dolino Strume po letu 789. Kardam je pri Odrinu v Trakiji prestregel bizantinsko vojsko in jo porazil.
Leta 792  se je Konstantin VI. ponovno odpravil na pohod proti Bolgarom in se utaboril pri trdnjavi Markeli (pri Karnobatu) v jugovzhodni Bolgariji. 20. julija  je  tja  prišel tudi Kardam s svojo vojsko in zasedel okoliške vzpetine. Po nekaj dneh medsebojnega ogledovanja je Konstantin VI. ukazal napad. Bizantinska vojaška formacija se je sesula in Bizantinci so bili v bitki pri Markeliju ponovno poraženi in zbežali z bojišča. Kardam je zaplenil cesarjev šotor in ujel njegove služabnike. Konstantin VI. je po vrnitvi v Konstantinopel z Bolgari podpisal mirovno pogodbo in se zavezal, da jim bo plačeval letni davek.
Bizantinska vlada se je začela leta 796 upirati in prenehala plačevati davek, zato ji je Kardam zagrozil, da bo upustošil Trakijo. Bizantinski kronist Teofan Spovednik piše, da se je Konstantin VI. posmehoval Kardamovi zahtevi in mu namesto zlata poslal gnoj. Hkrati mu je zagrozil z vojsko in napadom na Markeli. Zbral je novo vojsko in se odpravil proti severu in pri Odrinu naletel na bolgarsko vojsko. Vojski sta se sedemnajst dni ogledovali brez boja, medtem pa sta se monarha verjetno pogajala. Nazadnje sta sklenila mir  pod enakimi  pogoji kot leta 792.

## Zapuščina
Kardam je med svojo vladavino v Bolgariji ponovno vzpostavil mir, ki so ga rušile hitre menjavanje vladarjev in stalni porazi v bitkah z Bizantinci v tretji četrtini 8. stoletja.  V vojnah s Konstantinom VI., ki je poskušal posnemati svojega mnogo bolj sposobnega starega očeta Konstantina V., je verjetno uspešno izkoristil krizo na bizantinskem dvoru, ki je bila posledica Konstantinovih stalnih neuspehov. Mati Irena ga je leta 797 odstavila. Cesar je zaradi posledic nasilne oslepitve še isto leto umrl. Kmalu za njim, verjetno leta 803, je umrl tudi Kardam.

## Džagfar tarihi
Džagfar tarihi (Zgodovina Džagfarja), sporno besedilo v ruskem jeziku,  ki naj bi bilo delen prevod zgodnjih zgodovinskih gradiv o Prabolgarih, Hazarih in drugih evrazijskih nomadskih ljudstvih, ki so jih v 17. stoletju zbrali Volški Prabolgari, omenja Karadžama (Kardama)  kot brata Azan Tokta (Toktu) in vnuka Suvarja (Sevar). Isti vir omenja njegovega naslednika Korima (Krum) kot njegovega nečaka. Če so vsi ti podatki točni, Kardamovo nasledstvo kaže, da je klan Dulo ponovno utrdil svojo oblast in ostal na prestolu do leta 997.

## Zanimivost
Po Kardamu se imenujeta  Kardam Buttress na Livingstonovem otoku v Južnih šetlandskih otokih na Antarktiki in vas Kardam v oblasti Dobrič v Bolgariji.